# Thermessaïta-(NH₄)
La thermessaïta-(NH₄) és un mineral de la classe dels halurs.

## Característiques
La thermessaïta-(NH₄) és un halur de fórmula química (NH₄)₂AlF₃(SO₄). Va ser aprovada com a espècie vàlida per l'Associació Mineralògica Internacional l'any 2011. Cristal·litza en el sistema ortoròmbic.
L'exemplar que va servir per a determinar l'espècie, el que es coneix com a material tipus, es troba conservat a les col·leccions del Museu Caravalli, al departament de Ciències de la Terra de la Universitat de Bari, (Itàlia), amb el número de mostra: 15/nm-v28.

## Formació i jaciments
Va ser descoberta al cràter La Fossa de l'illa de Vulcano, a les illes Eòlies (Sicília, Itàlia). També ha estat descrita a la mina Anna, a Alsdorf, a l'estat de Rin del Nord-Westfàlia (Alemanya), sent, juntament amb la localitat tipus, els únics indrets a tot el planeta on ha estat descrita aquesta espècie mineral.